# Tetiana Semykina
Tetiana Semykina (ukr. Тетяна Семикіна, ur. 19 października 1973 w Kijowie) – ukraińska kajakarka, brązowa medalistka olimpijska z  Aten.
Brała udział w dwóch igrzyskach olimpijskich (IO 96, IO 04). Po medal w 2004 sięgnęła w czwórce na dystansie 500 metrów. Wspólnie z nią płynęły Inna Osypenko, Hanna Bałabanowa i Olena Czerewatowa. W czwórce na dystansie 1000 metrów zdobyła brązowy medal mistrzostw świata w 2001 i srebrny w 2003. Była również złotą medalistką mistrzostw Europy w 2001 (K-4 1000 m) i 2004 (K-4 500 m).